# Françoise de Montmorency-Fosseux
Françoise de Montmorency-Fosseux (1566-6 de diciembre de 1641), también conocida como La Belle Fosseuse o La Fosseuse, fue amante de Enrique III de Navarra (futuro Enrique IV de Francia) desde 1579 hasta 1581.

## Biografía

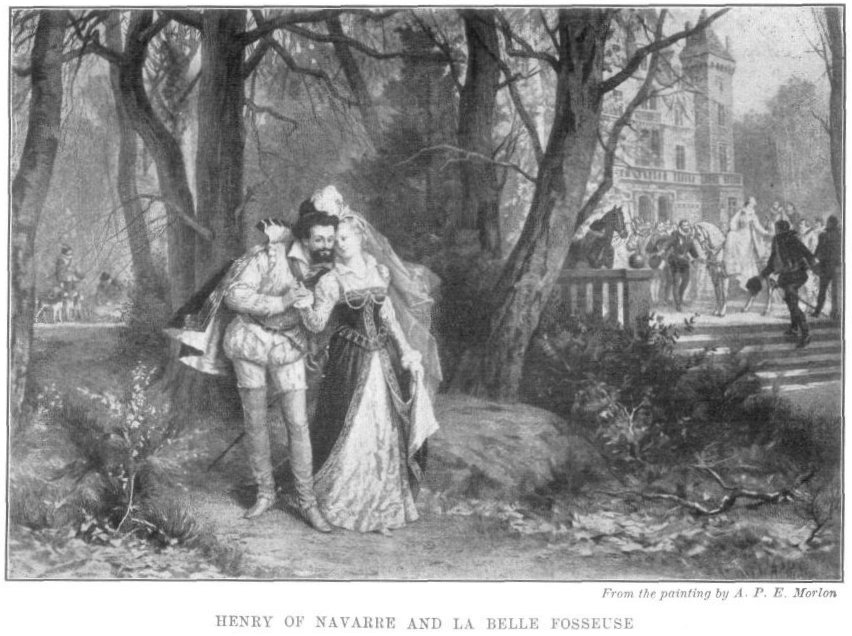
Enrique de Navarra y La Belle Fosseuse, fotograbado a partir de una pintura de Antony Paul Emile Morlon (1895).

Françoise fue la menor de las cinco hijas de Pierre I de Montmorency. A la edad de trece años se convirtió en dama de honor de la reina Margarita de Valois. 
Joven tímida, atrajo la atención del rey Enrique, quien la llamaba "ma fille" ("hija mía") y la obsequiaba con tartas, pasteles y dulces de agua de rosas. Françoise cedió finalmente a las pretensiones del monarca durante un viaje a Montauban, volviéndose posteriormente una mujer ambiciosa y arrogante hacia la reina Margarita y continuando su romance con el rey con la esperanza de contraer matrimonio. Tras quedar encinta de Enrique, Françoise llegó a considerarse a sí misma como reina. Para evitar rumores, Enrique y ella abandonaron la corte en Nérac rumbo a Eaux-Chaudes, donde permanecieron desde el 7 hasta el 25 de junio de 1581. El rey deseaba que Margarita viajase con ellos, si bien la reina aguardó a reunirse con la pareja en Bagnères de Bigorre. Margarita sugirió exiliar a su rival de la corte, pero Françoise se negó a cooperar, dando finalmente a luz a una niña muerta. El doctor informó de este hecho al rey, asegurándose Margarita de que la mentira siguiese su curso lo más discretamente posible actuando como comadrona. Margarita fue invitada poco después a París por su madre Catalina de Médici al igual que sus damas de compañía, incluida Françoise, si bien Catalina aconsejó a su hija retornar a la joven con sus padres, abandonando Françoise finalmente la corte en 1582. Enrique tomó este hecho como una afrenta, si bien nunca hizo nada por remediarlo puesto que por aquel entonces ya se había enamorado de Diane d'Andoins.
El 11 de marzo de 1596, Françoise contrajo matrimonio con François de Broc, barón de Cinq-Mars. Murió en 1641, siendo enterrada en la iglesia de Broc.